# Opération Apollo
L'opération Apollo était une opération militaire menée par les Forces canadiennes en support aux États-Unis au cours de la seconde guerre d'Afghanistan,. L'opération se déroula d'octobre 2001 à octobre 2003. Elle fut suivie par l'opération Athéna.